# Demmeltrather Bach
Der Demmeltrather Bach ist ein Fließgewässer in der bergischen Großstadt Solingen. Es handelt sich um einen orographisch rechten Nebenfluss des Lochbachs, der nach dem Ort Demmeltrath im Solinger Stadtteil Wald benannt ist, an dem er südlich vorbeifließt.

## Geographie und Verlauf
Der Demmeltrather Bach entspringt in einer kleinen Senke am Central hinter der Zweigstelle der Stadt-Sparkasse Solingen im Solinger Stadtteil Gräfrath. Südlich von seiner Quelle befindet sich die Wohnsiedlung Wasserturm des Spar- und Bauvereins Solingen. Der Bach fließt in westliche Richtung durch ein kleines, bewaldetes Tal zwischen der Focher Straße im Norden und der Siedlung Wasserturm im Süden, das durch einen Waldweg erschlossen ist. Er fließt südlich an der Hofschaft Heide vorbei und unterquert verrohrt die Frankenstraße im Bereich des Familienbads Vogelsang sowie der Jugendallee Vogelsang.
Im sogenannten Demmeltrather Grund tritt der Bach bis zum Eigener Feld wieder an die Oberfläche und bildet dort wieder ein kleines Bachtal aus. Der Bach dreht sodann nach Südwesten ab und fließt erneut verrohrt unterhalb der ehemaligen Mülldeponie am Demmeltrath (heute Autohaus Lackmann und Bernd-Kurzrock-Sportanlage). Er unterquert dabei ebenfalls den Bahndamm der Korkenziehertrasse sowie die Straße Frankfurter Damm. Hinter der Straße tritt er wieder an die Oberfläche und umgeht in südlicher Richtung den Eigener Berg. Er durchfließt zunächst ein Vorbecken und schließlich am Walder Busch das Hochwasserrückhaltebecken Demmeltrather Bach. Schließlich fließt der Bach wieder verrohrt in südlicher Richtung dem Lochbach zu, in den er unterirdisch im Dültgenstal mündet.
Die Länge des Bachs beträgt rund 2,3 Kilometer. Geologisch entwässert der Bach den Bereich Central als Höhenzug der Solinger Höhenrücken sowie Teile des westlichen Stadtteils Wald.

## Geschichte

### Nutzung der Wasserkraft
Der kleine, wasserarme Demmeltrather Bach trieb in vorindustrieller Zeit ein einzelnes Hammerwerk an. Es handelte sich dabei um den sogenannten Broichshammer, der vermutlich erst nach 1829 im Demmeltrather Grund errichtet wurde. Der frühere Hammerstandort ist heute durch die Verrohrung des Baches an dieser Stelle nicht mehr erkennbar, dort befindet sich heute die Bernd-Kurzrock-Sportanlage (Lage).  
Der Broichshammer wurde später in einen Schleifkotten umgewandelt und in der zweiten Hälfte des 19. Jahrhunderts in ein Wohnhaus umgewandelt. In der Preußischen Uraufnahme von 1844 ist der Broichshammer als Schl. eingezeichnet. Baulich stark verfallen wurde das Gebäude vermutlich in den 1880er Jahren niedergelegt. Möglicherweise stand der Abriss des Gebäudes im Zusammenhang mit dem Bau des Bahndamms der Bahnstrecke Solingen–Wuppertal-Vohwinkel (Korkenzieherbahn), der unmittelbar südlich zu dieser Zeit aufgeschüttet wurde. 

### Ab 20. Jahrhundert
Nach dem Ende der Nutzung der Wasserkraft wurde der Demmeltrather Bach ab dem 20. Jahrhundert an einigen Stellen verrohrt und sein Verlauf begradigt. Zudem wurde ein Regenrückhaltebecken zum Schutz vor Hochwasser durch den Itterverband angelegt, den Vorläufer des heutigen Bergisch-Rheinischen Wasserverbands.
Große Teile des Demmeltrather Baches und des ihn umgebenen Bachtals wurden 2006 als Teil des Landschaftsschutzgebietes Zentrale Höhenrücken und Bachtäler im Solinger Landschaftsplan erfasst.